# Angoisse
Angoisse (trong tiếng Occitan Engoissa) là một xã của Pháp, nằm ở tỉnh Dordogne trong vùng Aquitaine, Pháp.

## Hành chính
| Danh sách các xã trưởng                |             |             |                  |                     |
| Giai đoạn                              | Giai đoạn   | Tên         | Đảng             | Tư cách             |
| 1989                                   | đương nhiệm | Joël Gadaud | không chính thức | thợ thủ công về hưu |
| Tất cả các dữ liệu trước đây không rõ. |             |             |                  |                     |

## Thông tin nhân khẩu
| Năm    | 1962 | 1968 | 1975 | 1982 | 1990 | 1999 | 2007 |
| ------ | ---- | ---- | ---- | ---- | ---- | ---- | ---- |
| Dân số | 871  | 834  | 721  | 619  | 559  | 572  | 602  |